# Centro Universitario de Paysandú (Universidad de la República)
El Centro Universitario de Paysandú (CUP) es una de las sedes del Centro Universitario Regional Litoral Norte de la Universidad de la República, ubicado en la ciudad de Paysandú. En 2019 tuvo el mayor movimiento de estudiantes universitarios del interior.

## Historia
El centro universitario fue fundado en 1969 por iniciativa de egresados y docentes locales, con el fin de acercar la universidad a la población del interior del país. En 1979 comienza a funcionar la Escuela de Tecnología Médica, hoy con 11 carreras dictadas. En 1987 inicia la formación en medicina veterinaria, y en 1989 la Escuela Binacional de Obstetricia, en conjunto con la UNER. Las carreras de Psicología, Odontología y Trabajo Social inician a partir del 2000. En 2002 comienzan a dictarse cursos Fotografía, Escultura y Cerámica, y Dibujo y Pintura, de la Escuela Nacional de Bellas Artes. En 2006 se abrieron las carreras de Tecnólogo Mecánico, Tecnólogo Químico, Bibliotecología, Archivología, y la carrera de Licenciado en Educación Física, Deporte y Recreación del ISEF. En 2009 se suma la Escuela de Nutrición y Dietética y la carrera de Tecnólogo Informático.

## Oferta académica

### Carreras completas
| Carrera | Facultad |
| ------- | -------- |

| Tecnólogo Mecánico || Facultad de Ingeniería y UTU
|-
| Tecnólogo Informático || Facultad de Ingeniería, UTU y UTEC
|-
| Tecnólogo Químico || Facultad de Química y UTU
|-
| Licenciado en Bibliotecología || Facultad de Información y Comunicación
|-
| Licenciado en Archivología || Facultad de Información y Comunicación
|-
| Tecnicatura en Tecnologías de la Imagen Fotográfica || Instituto Escuela Nacional de Bellas Artes
|-
| Licenciado en Obstetricia || Escuela de Parteras - Facultad de Medicina
|-
| Licenciado en Fisioterapia || Escuela Universitaria de Tecnología Médica
|-
| Licenciado en Laboratorio Clínico || Escuela Universitaria de Tecnología Médica
|-
| Licenciado en Imagenología || Escuela Universitaria de Tecnología Médica
|-
| Licenciado en Psicomotricidad || Escuela Universitaria de Tecnología Médica
|-
| Licenciado en Instrumentación Quirúrgica || Escuela Universitaria de Tecnología Médica
|-
| Técnico en Anatomía Patológica || Escuela Universitaria de Tecnología Médica
|-
| Técnico en Hemoterapia || Escuela Universitaria de Tecnología Médica
|-
| Técnico en Podología Médica || Escuela Universitaria de Tecnología Médica
|-
| Tecnólogo en Salud Ocupacional || Escuela Universitaria de Tecnología Médica
|-
| Licenciado en Educación Física || Instituto Superior de Educación Física
|-
| Técnico en Básquetbol || Instituto Superior de Educación Física
|-
| Curso de Guardavidas || Instituto Superior de Educación Física
|-
| Licenciatura en Biología Humana || Facultades de Ciencias, Medicina, Odontología y Humanidades y Ciencias de la Educación
|-
| Licenciatura en Ingeniería Biológica || Facultad de Ingeniería

### Tramos de carreras
| Carrera                                                 | Facultad                                   |                     |
| ------------------------------------------------------- | ------------------------------------------ | ------------------- |
| -inscripción                                            | Consultorio Jurídico                       | Facultad de Derecho |
| Práctica pre profesional                                | Escuela de Nutrición                       |                     |
| Dibujo y Pintura                                        | Instituto Escuela Nacional de Bellas Artes |                     |
| Fotografía                                              | Instituto Escuela Nacional de Bellas Artes |                     |
| Escultura                                               | Instituto Escuela Nacional de Bellas Artes |                     |
| Ingeniero Agrónomo opción Agrícola Ganadera             | Facultad de Agronomía                      |                     |
| Químico Agrícola y Medioambiental                       | Facultad de Química                        |                     |
| Doctor en Medicina Veterinaria opción Producción Animal | Facultad de Veterinaria                    |                     |
| Curso de Guardavidas                                    | Instituto Superior de Educación Física     |                     |